# Николай Николов (актьор)
Вижте пояснителната страница за други личности с името Николай Николов.
Николай Петров Николов (роден на 3 юни 1964 г.) е български актьор. Той се занимава предимно с озвучаване на филми, сериали и реклами. Най-известен е с работата си по сериалите „Приятели“, „От местопрестъплението“, „Клъцни/Срежи“, „Изгубени“, „Бягство от затвора“, „Герои“,  „Нюанси синьо“, „Теория за Големия взрив“, „Клуб Веселие“ и „Закон и ред“.

## Ранен живот
През 1982 г. завършва гимназия с разширено изучаване на изобразително изкуство. След това завършва полувисш институт за преподаватели по изобразително изкуство в Дупница.
През 1989 г. е приет във ВИТИЗ „Кръстьо Сарафов“ със специалност „Актьорско майсторство за драматичен театър“ в класа на професор Крикор Азарян с асистенти доцент Тодор Колев и Елена Баева. Николов се дипломира успешно през 1993 г.

## Актьорска кариера
През 1994 г. се присъединява към трупата на Драматичен театър – Сливен, където играе три сезона и работи с режисьори като Иван Урумов, Явор Гърдев, Валерия Вълчева, Виктор Попов и други.
През 1999 г. се мести в София, за да играе в „Сфумато“, където работи с режисьорите Маргарита Младенова и Иван Добчев.
През 2018 г. излиза документален филм за Владимир Вазов, в който Николов изпълнява ролята му.

### Роли в театъра
- Овчар в „Тирезий Слепият“ (1997 – 1998)
- Хемон в „Антигона Смъртната“ (1999)[4]

## Кариера на озвучаващ актьор
Николов се занимава с озвучаване на филми и сериали от 2000 г. Първият сериал, за който дава гласа си, е „Приятели“ за bTV, където озвучава Рос Гелър и Чандлър Бинг. Поканен е от Чавдар Монов. Скоро след това получава покани да озвучава в БНТ, Александра Аудио и Арс Диджитал Студио.
Други сериали с негово участие са „Приключенията на Бриско Каунти младши“ (дублаж на Диема Вижън), „Чародейките“, „Спаси ме“, „4400“, „Студио 60“, както и анимационни поредици като „Семейство Флинтстоун“ (дублаж на Арс Диджитал Студио), „Смърфовете“ (втори дублаж на БНТ), „Флинтстоун хлапета“, „Загадките на Силвестър и Туити“ (дублаж на БНТ), „Истерия!“ и „Екстремен лов на духове“.
През 2014 г. получава номинация за наградата „Икар“ в категория „най-добър дублаж“ (тогава наричана „Златен глас“) за дублажа на „Гадни копилета“, в която е номиниран заедно с Ани Василева за „Новите съседи“ и Здравко Методиев за „Спондж Боб Квадратни гащи“. Печели Ани Василева.
През 2015 г. е номиниран за дублажа на „Имението Даунтън“, заедно със Здравко Методиев за „Пингвините от Мадагаскар“ и Димитър Иванчев за „Новите съседи“. Печели Димитър Иванчев.
През 2016 г. печели наградата за „Черният списък“, за която е номиниран заедно със Здравко Методиев за „Виолета“ и Даниела Йорданова за същия сериал.

## Филмография
- Дървото на живота (2013) – Съдия-изпълнител
- „Секс, лъжи и ТВ: Осем дни в седмицата“ (2013) – Фотограф

## Други дейности
От няколко години активно се занимава с фотография и е участвал в една национална изложба. В началото на 2010 г. участва в международния Фото Салон – Варна. На първия международен Фото Салон – София през 2012 г. е награден с диплом за раздела „Портфолио“.

## Личен живот
Разведен е и има син, роден през 1992 г., който живее в Съединените щати.